# Luis de Llano Macedo
Luis de Llano Macedo (Ciudad de México, 1945.) meksički je televizijski i filmski producent. Njegovi su roditelji bili glumica Rita Macedo i njezin prvi muž, producent Luis de Llano Palmer, a starija sestra mu je glumica Julissa. Svoju je karijeru Luis započeo u dobi od 17 godina.

## Telenovele
- Alcanzar una estrella
- Alcanzar una estrella II
- Baila conmigo
- Buscando el paraíso
- Agujetas de color de rosa
- Esperanza del corazón

## Filmovi
- ¡¡Cachún cachún ra-ra!! (Una loca, loca, preparatoria)
- Más que alcanzar una estrella
- ¿Dónde quedó la bolita?